# Lindsey McKeon
Pour les articles homonymes, voir McKeon.
Lindsey Johnson McKeon  est une actrice américaine née le 11 mars 1982 à Summit dans le New Jersey (États-Unis).

## Biographie
Lindsey McKeon inaugure sa carrière à l'âge de 10 ans.[réf. nécessaire] Elle apparaît dans plusieurs films publicitaires, ainsi que dans des séries telles que Les Frères Scott et Supernatural. 
Elle est très amie avec Arielle Kebbel[réf. nécessaire], avec qui elle a joué dans plusieurs films comme The Grudge 2 et John Tucker doit mourir.
Epoux : Brant Hively depuis 2013

## Filmographie

### Séries télévisées
- 2014 :  Drop Dead Diva : Rissa (saison 6 épisode 3)
- 2012 : 90210 : Suzanne (1 épisode)
- 2009 : Dr House : Franni (1 épisode)
- 2007 : FBI : Portés disparus : Sara (1 épisode)
- 2007: Cold Case : Affaires classées : Diane Gilbert (1 épisode)
- 2006 - 2007 : Veronica Mars : Trish (saison 3)
- 2006 - 2011 : Supernatural  : Tessa (4 épisodes: saison 2 épisode 1; saison 4 épisode 15; saison 6 épisode 11; saison 9 épisode 22)
- 2005 : Philadelphia (It's always sunny in Philadelphia) : Rebecca Keane (1 épisode)
- 2005 - 2010 : Les Frères Scott : Taylor James (saison 2 : épisodes 11,12,13 et 18 ; saison 7 : épisodes 13,14,16 et 18)
- 2005 : Les Experts : Miami : Noelle (1 épisode)
- 2001 - 2004 : Haine et Passion :Marah Lewis (4 épisodes)
- 2002 : Parents à tout prix : Kelly (1 épisode - saison 2)
- 2001 - 2002 : C'est pas ma faute ! : Crystal (2 épisodes)
- 2001 : Special Unit 2 : Victime (1 épisode)
- 2000 : Opposite Sex : Stella (6 épisodes)
- 1996 - 2000 : Sauvés par le gong : La Nouvelle Classe : Katy Peterson (saisons 4 à 7)
- 2000 : Troisième planète après le Soleil : Tiffany (saison 5)
- 1999 : Merci les filles : Kendal (1 épisode)
- 1995 - 1998 : Incorrigible Cory : Libby Harper (2 épisodes)

### Cinéma
- 2005 : Chastity : Chastity
- 2003 : Shredder : Kimberly
- 2009 : The Land That Time Forgot de C. Thomas Howell
- 2010 : Les Rescapés Du Monde Perdu - The Island of Poor Lonesome Dinosaur : Lindsey
- 2015 : Indigenious

### Téléfilms
- 2001 : Cruelle Séduction : Kristen
- 2010 : Airline Disaster : Gina Vitale
- 2016 : Associées contre notre ex : Murphy McCall
- 2020 : Le secret de mes 16 ans de Jake Helgren : Kayla Anderson